# Варвара (община)
Вижте пояснителната страница за други значения на Варвара.
Община Варвара е бивша община в Южна България, част от Пазарджишки окръг. Включва селата Варвара, Ветрен дол, Лозен, Семчиново и Симеоновец. Съществува до 1978 г., когато е закрита и слята в община Септември. През 2001 г. се правят неуспешни опити самостоятелността на общината да бъде възстановена. .